# Neobule
Neobule (altgriechisch Νεοβούλη) war eine junge Griechin zur Mitte des 7. Jahrhunderts v. Chr., die zunächst Ziel der Liebeslyrik des Dichters und Söldners Archilochos gewesen ist, später das Ziel seines grenzenlosen Hasses.
Die Sichtweise des Archilochos wird aus erster Hand in den zum Teil überlieferten Gedichten, die zu den ersten lyrischen Werken der griechischen Antike gehörten, präsentiert. Neobule war Tochter des griechischen Adeligen Lykambes von der Insel Paros. Auch Archilochos war ein Parier. Er verliebte sich in Neobule, die ältere der beiden Töchter des Lykambes. Er steigert sich in diese Liebe hinein und widmet seiner Angebeteten bis heute literarisch bedeutsame Liebesgedichte. Sein Werben um die Hand seiner Angebeteten hat zunächst auch Erfolg, Lykambes stimmte der Verlobung zu, obwohl ihm Archilochos eigentlich zu arm und im gesellschaftlichen Rang zu niedrig war. Nachdem nun ein reicherer Verehrer um die Hand der Neobule anhielt, löste Lykambes die Verlobung zwischen Neobule und Archilochos wieder.
Daraufhin verkehrte sich die Liebe, die Archilochos empfunden hatte, ins Gegenteil. Aus Liebe wurde Wut und Hass. Ziel seiner hasserfüllten, zynischen und spottenden Gedichte und Fabeln einschließlich eines Racheschwurs sind seine vormals Angebetete selbst, ihr Vater und auch seine Konkurrenten um die Gunst der Neobule. Zudem versuchte er, die jüngere Schwester zu verführen, nachdem diese nicht auf das Werben einging, vergewaltigte er sie. Ob diese Episode der Wahrheit entspricht, oder nur Zweifel an der damals für unverheiratete Mädchen wichtigen Jungfräulichkeit säen sollte, muss unklar bleiben. Im Rahmen der Griechischen Anthologie ist eine Elegie des Dichters Dioskurides überliefert, der die toten jungen Frauen aus dem Grab sprechen lässt, wobei sie alle Anschuldigungen des Archilochos zurückweisen und sie konstatieren lässt, dass sie weder ihren Eltern, noch ihrer Jungfräulichkeit, noch der Insel Paros Schande gemacht haben. Das weitere Schicksal der Personen ist nach dem Weggang von Archilochos als Söldner nach Thasos nicht bekannt. Eine spätere Tradition, überliefert etwa bei Horaz und Ovid, lässt je nach Überlieferung die Töchter oder die Töchter samt dem Vater ob der Schande, die die dauernden Angriffe des Dichters über sie gebracht haben, sich selbst erhängen.
Aufgrund der zentralen Bedeutung der Werke des Archilochos für die griechische lyrische Dichtung, die in etwa mit der Bedeutung Homers für das Epos verglichen werden kann, blieb die Geschichte der Neobule und ihrer Familie die ganze Antike über – nicht nur bei den Griechen, sondern spätestens mit der Rezeption durch Horaz auch bei den Römern – präsent. Seit der Spätantike änderte sich aber unter christlichem Einfluss die Wahrnehmung hin zur Ablehnung der aggressiven Texte. Archilochos war der erste Dichter Europas, vielleicht sogar weltweit, der in seinem Werk eine derartige Veränderung von der Liebe zu einer Person zum Hass durchmachte. Die Gedichte auf Neobule gelten gemeinhin als der Beginn der Satire als literarischer Gattung.
In Judy Chicagos Kunstwerk The Dinner Party ist Neobule als eine der 999 genannten Frauen auf einer Fliese vertreten. Sie wird dort, obwohl Ziel der Dichtung und nicht Dichterin, mit antiken bildenden Künstlerinnen und Dichterinnen dem Gedeck der Dichterin Sappho beigeordnet.